# Vlag van Veneto

Vlag van Veneto

Vlag in gebruik tot 1999

De vlag van Veneto is afgeleid van de vlag van de Republiek Venetië. Zij toont onder meer een gevleugelde leeuw van San Marco met een geopend boek. De moderne vlag werd aangenomen bij een regionale wet op 20 mei 1975, nr. 56 en gewijzigd bij een regionale wet van 22 februari 1999, waarin de woorden "Regione del Veneto" werden geschrapt. Het schild waar de leeuw in staat is het wapen van Veneto.
De algemene lay-out en het ontwerp van het Venetiaanse vaandel werden behouden. Het wapen van de regio staat in een vierkant in het midden van de vlag: de leeuw van Sint Marcus met het geopende evangelie (met het Latijnse motto Pax tibi Marce evangelista meus, "Vrede aan jou Marcus, mijn evangelist") rust met zijn poten op het landschap van Veneto: zee (de Adriatische Zee), land (de Venetiaanse vlakte) en bergen (de Alpen).
Aan de vluchtrand zijn zeven staarten bevestigd. Elk draagt in het midden het wapen van een van de zeven provinciehoofdsteden van Veneto, gesorteerd in omgekeerde alfabetische volgorde: Vicenza, Verona, Venetië, Treviso, Rovigo, Padua en Belluno. Een driekleurig lint moet net onder de vlaggenmastknop worden geknoopt.
Er zijn drie verschillen met de vlag van de Republiek Venetië:
- De leeuw staat niet langer op een rood veld.
- De staarten waren zes, wat stond voor de zes sestieri ("zessen", de districten van het oude Venetië), terwijl de nieuwe vlag zeven staarten heeft, met daarin de vlaggen van de provincies van Veneto.
- Aan de rode en gouden versieringen is donkerblauw toegevoegd, omdat deze kleur in het verleden werd erkend als symbool van de Veneti (blavum seu venetum colorem "blauw, dat is de kleur van Veneto").